# Claude-Bonaventure Vigneron
Claude-Bonaventure Vigneron, né le 29 novembre 1750 à Mollans (Haute-Saône), mort le 10 mai 1832 à Vesoul, était un juriste et homme politique français.

## Biographie
Fils de Pierre Vigneron et de Marie Josèphe Mongey, il se fit inscrire en 1773 au barreau de Vesoul. Officier municipal de cette ville en 1790, procureur général syndic du département en 1791, président de l'administration municipale de Vesoul, il fut élu, le 3 septembre 1792, le 2e sur 7, député de la Haute-Saône à la Convention nationale. 
Il siégea parmi les modérés, et, dans le procès du roi, répondit au 3e appel nominal : « Je vote pour la réclusion pendant la guerre, et le bannissement à la paix. » Il fut un des députés les plus effacés de la Plaine, utilisa ses connaissances comme jurisconsulte dans les comités, et fut réélu, le 21 vendémiaire an IV, député au Conseil des Anciens dans deux départements : dans le Doubs, par 156 voix sur 177 votants, et dans la Haute-Saône par 190 voix sur 251 votants. 
Secrétaire du Conseil des Anciens en l'an VI, il sortit du Conseil la même année et fut nommé commissaire du gouvernement près l'administration centrale de la Haute-Saône. Il adhéra au coup d'État du 18 brumaire, et fut élu par le Sénat conservateur, le 4 nivôse an VIII, député de la Haute-Saône au Corps législatif ; ce mandat lui fut renouvelé les 18 février 1807 et 14 janvier 1813, et fut deux fois vice-président de l'assemblée, en 1806 et en 1811. 
Le 12 mai 1815, l'arrondissement de Lure l'élu représentant à la Chambre des Cent-Jours, par 49 voix sur 99 votants et 177 inscrits, contre 18 au général Gruyer et 17 au général Marulaz. Sa longue carrière parlementaire prit fin avec cette session. Il se retira à Vesoul et ne s'occupa plus, jusqu'à sa mort, survenue le 10 mai 1832, que de travaux de jurisprudence.
Vigneron a été décoré de la Légion d'honneur.
Il décède au 1 rue du Palais à Vesoul et est enterré au cimetière de Vesoul.